# Owenus minor
Owenus minor är en stekelart som beskrevs av Henry Keith Townes, Jr. 1970. Owenus minor ingår i släktet Owenus och familjen brokparasitsteklar. Inga underarter finns listade i Catalogue of Life.